# Heterogomphus hirtus
Heterogomphus hirtus är en skalbaggsart som beskrevs av Heinrich Bernward Prell 1912. Heterogomphus hirtus ingår i släktet Heterogomphus och familjen Dynastidae. Inga underarter finns listade i Catalogue of Life.